# Microsoft 照片
Microsoft 照片是微软推出的點陣圖圖像編輯器、影片剪輯軟體和圖片查看器。它首次出現在Windows 8中 ，以替代Windows照片查看器的功能。用戶可以通過Microsoft 照片查看、編輯照片和視頻，並且将照片分享到OneDrive、Facebook、Twitter、Instagram和GroupMe上。   

## 照片管理
用户可以用“集锦”、“相册”、“人物”和“文件夹”四种视图浏览照片。“集锦”是默认的视图，它可以按拍摄日期或添加日期排列照片，并有大、中等、小三种网格视图可供切换。“相册”包括“收藏夹”、自动创建的和用户创建的相册。“人物”通过识别照片中的面部，并允许用户对其进行标记，来帮助用户分组整理照片。“文件夹”按在文件系统或OneDrive中的位置显示照片，并允许用户自定义其显示的文件夹。   

## 照片编辑
Microsoft 照片具备基本的位图编辑功能，包括：
- 裁剪、调整纵横比、旋转、翻转
- 增强照片或使用滤镜
- 调整光线、颜色、清晰度和晕影
- 去除红眼和斑点

此外，Microsoft 照片也提供“繪圖”（使用数字笔、觸控螢幕或滑鼠）、“添加 3D 效果”、“添加動畫文字”、“創建带有音樂的影片”和“使用画图 3D 编辑”这些编辑选项。使用者也可以调整照片的大小，但不能批量调整。對於影片，使用者還可以剪裁、添加慢動作、从影片中保存照片。